# Microhyla karunaratnei
Microhyla karunaratnei é uma espécie de anfíbio da família Microhylidae.
Está ameaçada por perda de habitat.

## Distribuição
É endémica do Sri Lanka. Foi encontrada entre as altitudes de 515 a 1,110 m.
Os seus habitats naturais são: florestas subtropicais ou tropicais húmidas de baixa altitude, regiões subtropicais ou tropicais húmidas de alta altitude, marismas de água doce e escavações a céu aberto.

## Descrição
Essa espécie é extremamente pequena, com um tamanho médio de 16.2–18.3 mm.
Pode ser diferenciado das outras espécies da área a partir das seguintes características: fenda mediana no lado dorsal dos dedos (vs. dedos inteiros); ventre marmorizado em preto e branco em espécimes vivos e marrom-acinzentado e branco em espécimes preservados em álcool (vs. ventre uniformemente colorido).
Tem coloração marrom rosado com uma faixa lateral preta que se estende do olho até a virilha, ininterrupta acima do ombro; a margem dorsal dessa faixa é distinta, mas ventralmente ela se rompe e se torna indistinguível do padrão ventral. Há uma marcação meio-dorsal marrom-escura que começa entre os olhos (conectando as pálpebras superiores), estreitando-se atrás do occipital, alargando-se entre os ombros, estreitando-se e alargando-se novamente, dando origem a duas faixas direcionadas posteriormente de comprimento variável. Ventralmente, é branco com marmoreio preto. O padrão varia de um indivíduo para outro, mas o marmoreio foi observado em todos os espécimes.